# UEFI

Logo UEFI
website : uefi.org

Diagrama EFI în stiva de software

UEFI (Unified Extensible Firmware Interface) reprezintă nou concept de BIOS fiind înlocuitorul acestuia pentru PC-uri, servere, laptop-uri. UEFI este folosit ca mecanism de încărcare și mediu de operare pentru alte clase de dispozitive, inclusiv imprimante, scanere, routere, switch-uri de rețea, dispozitive de stocare, și sisteme înglobate. În ultimii ani, producătorii de tablete și smartphone-uri au început să încorporeze noua tehnologie de boot în acestea. 

UEFI, a fost inițial dezvoltat de Intel sub numele Intel Boot Initiative, pentru a elimina vechile probleme de pe procesoarele Itanium de 64-bit. Este proiectat astfel încât să îmbunătățească modul în care sistemul de operare utilizează componentele hardware, pe de-o parte, iar pe de altă parte să rezolve limitările impuse de folosirea BIOS-ului. Codul UEFI nu este stocat în firmware, așa cum este BIOS-ul. UEFI este stocat în memoria flash, pe placa de bază, pe hard disk sau chiar pe o rețea.
UEFI a devenit popular după lansarea sistemului de operare Windows 8, deoarece a fost primul sistem de operare cu un număr mare de utilizatori care a oferit suport nativ pentru UEFI. Ca orice BIOS tradițional, UEFI este personalizat de către producătorul plăcii de bază. 
UEFI este scris în limbaj C și este disponibil pe platformele IA-64, x86 (32-bit și 64 biți) și pe platformele ARM.
tablete, sisteme înglobate.

## Istoric
Din anul 2000, Intel a lucrat la o nouă interfață firmware denumită EFI. Din 2005 a fost înființat Unified EFI Forum, un organism independent care gestioneaza specificațiile noului standard, UEFI. Promotorii Unified EFI Forum sunt companiile AMD, American Megatrends, Apple, Dell, HP, Intel, IBM, Insyde Software, Lenovo, Microsoft și Phoenix Technologies.  Primele specificații oficiale UEFI 2.0  au fost publicate la începutul anului 2006. În 2015, mai mult de 90% dintre sistemele pe arhitectură Intel foloseau UEFI.
- Specificația EFI 1.02 a fost lansată de Intel la data de 12 decembrie 2000 (versiunea 1.01 a avut probleme juridice asociate mărcii și a fost retrasă)
- Specificație EFI 1.10 a fost lansată la 1 decembrie 2002. Aceasta a inclus modelul de driver EFI, precum și câteva îmbunătățiri minore față de versiunea 1.02
- În 2005 EFI a fost redenumit în UEFI, majoritatea documentelor utilizând ambii termeni
- Forumul UEFI a lansat caietul de sarcini UEFI 2.1 la data de 7 ianuarie 2007. Acesta a adăugat și îmbunătățit criptografia, autentificarea în rețea și arhitectura interfeței cu utilizatorul.
- versiunea 2.3.1 a fost adoptată în aprilie 2011
- versiunea 2.4 a fost adoptată în iulie 2013
- Versiunea 2.5 a fost adoptată în aprilie 2015
- Versiunea 2.6 a fost adoptată în ianuarie 2016
- versiunea 2.6A a fost adoptată septembrei 2017.[5]

## Avantaje
UEFI aduce mai multe beneficii majore:
- include funcția de securitate secure boot ce nu permite pornirea unor sisteme de operare neautorizate sau rularea codurilor malware de tip rootkit, bootkit, desfacerea carcasei calculatorului ș.a.
- timp mai scurt de pornire și reluare din hibernare
- suport pentru HDD mai mari de 2,2 TB
- posibilitatea formării partițiilor cu un volum de 18 exabit
- suportă până la 128 de partiții (cu GPT)
- suport pentru drivere pe 64-bit
- posibilitatea de a utiliza peste 17,2 GB RAM
- compatibilitate cu Legacy: interfața UEFI poate fi dezactivată, iar firmware-ul va funcționa în BIOS
- interfață grafică mult avansată față de cea utilizată de BIOS
- funcții de acces și folosire a unei rețele locale internet fără ca un sistem de operare să fie instalat (pornirea sau instalarea sistemului de operare de pe un alt server de rețea, diagnosticare, accesare adrese web pentru descărcare drivere sau pentru a se efectua actualizări

## Caracteristici

Procesul de boot în UEFI

Terminologia oficială a UEFI clasifică șase etape distincte în procesele de lansare a sistemului de operare:
- Securitate (SEC) - executarea proceselor de autentificare și de verificare a integrității (SecureBoot, parolă, USB token)
- Pre-EFI Initalization (PEI) - inițializare prealabilă prin care este inițializat procesorul, memoria și chipset-ul.
- Driver Execution Environment (DXE) - înregistrarea tuturor driverelor, are loc pornirea în paralel a restului componentelor hardware; pe parcursul acestei etape apare și primul spor de viteză
- Boot Dev Select (BDS): managerul de boot (grub)
- Transient System Load (TSL): faza tranzitorie în care este încărcat sistemul de operare; serviciile EFI vor fi închise prin intermediul funcției ExitBootServices, care vor fi transmise sistemului de operare
- RunTime (RT): sistemul de operare este inițializat. [6][7]

## Sisteme de operare
- GNU/Linux utilizează EFI la pornire de la începutul anului 2000 prin intermediul aplicației de boot LILO (kernel 2.4.203) sau a celor mai recente versiuni GRUB din 2006. Distribuții majore, cum ar fi Ubuntu, Fedora, OpenSUSE, Arch Linux, Manjaro, etc., au suport pentru UEFI.[8][9]
- HP-UX a folosit (U)EFI în sistemele IA-64 din anul 2002. HP OpenVMS a folosit (U)EFI pe IA-64 de la lansarea sa inițială în decembrie 2003, și în versiunile de producție din 2005.
- Apple a ales EFI din anul 2006 pentru sistemele bazate pe Intel 32/64 biți (Mac OS X v10.4 Tiger, Mac OS X v10.5 Leopard, Mac OS X v10.6 Snow Leopard și Mac OS X v10.7 Lion), este utilizat și în prezent în computerele lor.
- Microsoft Windows:
  - Windows 2000 a adoptat EFI 1.1 în 2002
  - Windows Server 2003 pentru IA-64, Windows XP (64-bit)
  - Windows Vista conține un sistem de management UEFI de la SP1.
  - Windows Server 2008, bazat pe kernelul Windows Vista SP1, susține, de asemenea, platformele UEFI.
  - Windows 7 poate porni în mod UEFI cu utilizarea CSM (Compatibility Support Module)
  - Windows 8 a înlocuit complet BIOS-ul cu EFI, permițând câteva îmbunătățiri.
  - Windows 10, versiunea 1703, folosește specificația 2.3.1c UEFI.[10]
- FreeBSD adaugă suport UEFI pentru kernel și bootloader în 2013
- Oracle Solaris 11.1 suportă boot UEFI pentru sistemele x86 cu firmware-ul UEFI versiunea 2.1 sau ulterioară. GRUB 2 este folosit ca încărcător de boot pe x86.
- OpenBSD 5.9 a introdus suportul de boot UEFI pentru sistemele x86 pe 64-bit, în 2016.[11][12]

## Alternative
- coreboot
- Libreboot
- EasyUEFI